# Mohamed Zahid Hossain
Mohamed Zahid Hossain (sinh ngày 15 tháng 6 năm 1988) là một cầu thủ bóng đá người Bangladesh thi đấu ở vị trí tiền vệ cho Sheikh Russel KC và đội tuyển quốc gia Bangladesh. Anh ra mắt quốc tế năm 2006.

## Bàn thắng quốc tế

### Đội tuyển quốc gia
Tỉ số và kết quả liệt kê bàn thắng của Bangladesh trước.
| #  | Ngày                | Địa điểm                                 | Đối thủ  | Tỉ số | Kết quả | Giải đấu                                     |
| -- | ------------------- | ---------------------------------------- | -------- | ----- | ------- | -------------------------------------------- |
| 1. | 30 tháng 4 năm 2009 | Sân vận động Quốc gia Bangabandhu, Dhaka | Ma Cao   | 2–0   | 3–0     | Vòng loại Cúp Challenge AFC 2010             |
| 2. | 30 tháng 4 năm 2009 | Sân vận động Quốc gia Bangabandhu, Dhaka | Ma Cao   | 3–0   | 3–0     | Vòng loại Cúp Challenge AFC 2010             |
| 3. | 18 tháng 2 năm 2010 | Sân vận động Sugathadasa, Colombo        | Myanmar  | 1–2   | 1–2     | Cúp Challenge AFC 2010                       |
| 4. | 29 tháng 6 năm 2011 | Sân vận động Quốc gia Bangabandhu, Dhaka | Pakistan | 2–0   | 3-0     | Vòng loại giải vô địch bóng đá thế giới 2014 |
| 5. | 20 tháng 9 năm 2012 | Sân vận động Dashrath, Katmundu          | Nepal    | 1–0   | 1-1     | Giao hữu                                     |